# صاریغ‌های باریک‌اندام
صاریغ‌های باریک‌اندام (نام علمی: Gracilinanus) سرده‌ای از صاریغ‌های تیره دوزهدانیان هستند. این سرده در سال ۱۹۸۹ از سردهٔ موش‌صاریغ‌ها جدا شد و از آن هنگام تاکنون سرده‌های نهان‌کوتوله‌ها و Chacodelphys و Hyladelphys از آن بیرون آورده شده‌اند. اعضای این سرده عبارتند از:
- سردهٔ Gracilinanus
  - صاریغ باریک‌اندام اکرامارکا (Gracilinanus aceramarcae)
  - صاریغ باریک‌اندام فرز (Gracilinanus agilis)
  - صاریغ باریک‌اندام دریاد (Gracilinanus dryas)
  - صاریغ باریک‌اندام امیلیا (Gracilinanus emilae)
  - صاریغ باریک‌اندام شمالی (Gracilinanus marica)
  - صاریغ باریک‌اندام برزیلی (Gracilinanus microtarsus)